# Puyo Puyo Fever 2
Puyo Puyo Fever 2 (ぷよぷよフィーバー2【チュー!】Puyo Puyo Fever 2【Chu!】) é um jogo desenvolvido pela Sonic Team e publicado pela Sega. O jogo foi lançado como uma sequência para o título anterior, Puyo Pop Fever. É uma série de jogos de Puyo Puyo.
O jogo foi lançado em 2005 no PlayStation 2, PlayStation Portable e Nintendo DS.

## Jogabilidade

### Modos sem fim
Há cinco modos de jogo. Três dos modos sem fim estavam disponíveis anteriormente em Puyo Pop Fever: Endless Fever, Endless Task et Endless Original. Dois novos modos sem fim também são introduzidos: Endless Battle e Endless Chu Panic. Este último é o único modo em que aparece Chu Puyo; Chu Puyo executa a mesma função que o regular ojama (garbage, nusiance) puyo, no sentido de que eles têm lugar na masmorra do jogador e não pode ser apagado perto deles. Chu Puyo são em forma de coração e de cor rosa; Chu é uma onomatopeia japonesa para beijo.

## Personagens
Personagens anteriores
Amitie (heroína), Raffina (heroína), Klug, Lidelle, Tarutaru, Professeur Accord, Yu e Rei, Oshare Bones, Hohow Bird, Ocean Prince, Dongurigaeru, Onion Pixies, Frankensteins, Arle
Novos personagens
Sig (herói), Feli, Baldanders, Akuma, Gogotte
Personagens ocultos (chefes)
Lemres, Strange Klug